# U-260 (tàu ngầm Đức)
U-260 là một tàu ngầm tấn công  Lớp Type VII thuộc phân lớp Type VIIC được Hải quân Đức Quốc Xã chế tạo trong Chiến tranh Thế giới thứ hai. Nhập biên chế năm 1942, nó đã thực hiện được chín chuyến tuần tra, đánh chìm được một tàu buôn với tải trọng 4.893 GRT. Trong chuyến tuần tra cuối cùng, U-260 trúng thủy lôi trong biển Celtic và phải tự đánh đắm ngoài khơi bờ biển Ireland vào ngày 12 tháng 3, 1945.

## Thiết kế và chế tạo

### Thiết kế

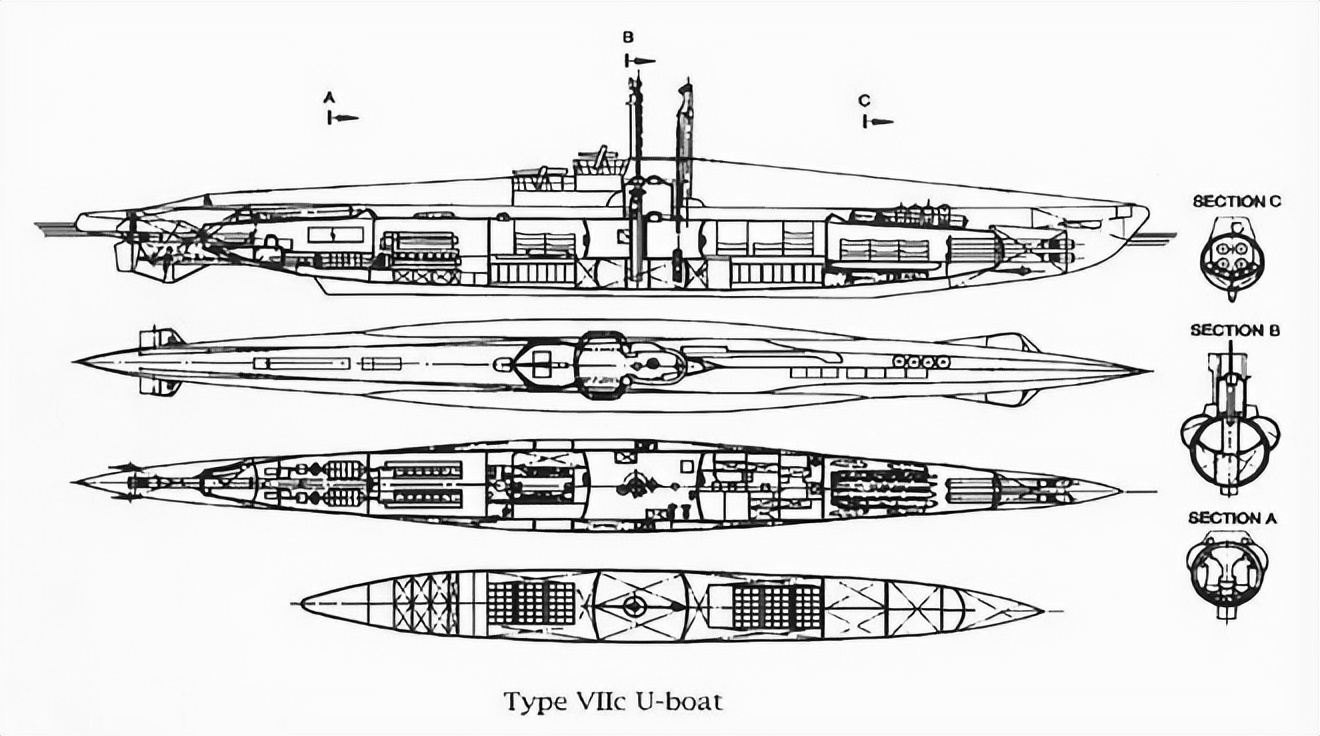
Sơ đồ các mặt cắt một tàu ngầm Type VIIC

Phân lớp VIIC của Tàu ngầm Type VII là một phiên bản VIIB được kéo dài thêm. Chúng có trọng lượng choán nước 769 t (757 tấn Anh) khi nổi và 871 t (857 tấn Anh) khi lặn). Con tàu có chiều dài chung 67,10 m (220 ft 2 in), lớp vỏ trong chịu áp lực dài 50,50 m (165 ft 8 in), mạn tàu rộng 6,20 m (20 ft 4 in), chiều cao 9,60 m (31 ft 6 in) và mớn nước 4,74 m (15 ft 7 in).
Chúng trang bị hai động cơ diesel Germaniawerft F46 siêu tăng áp 6-xy lanh 4 thì, tổng công suất 2.800–3.200 PS (2.100–2.400 kW; 2.800–3.200 bhp), dẫn động hai trục chân vịt đường kính 1,23 m (4,0 ft), cho phép đạt tốc độ tối đa 17,7 kn (32,8 km/h), và tầm hoạt động tối đa 8.500 nmi (15.700 km) khi đi tốc độ đường trường 10 kn (19 km/h). Khi đi ngầm dưới nước, chúng sử dụng hai động cơ/máy phát điện AEG GU 460/8–27 tổng công suất 750 PS (550 kW; 740 shp). Tốc độ tối đa khi lặn là 7,6 kn (14,1 km/h), và tầm hoạt động 80 nmi (150 km) ở tốc độ 4 kn (7,4 km/h). Con tàu có khả năng lặn sâu đến 230 m (750 ft).
Vũ khí trang bị có năm ống phóng ngư lôi 53,3 cm (21 in), bao gồm bốn ống trước mũi và một ống phía đuôi, và mang theo tổng cộng 14 quả ngư lôi, hoặc tối đa 22 quả thủy lôi TMA, hoặc 33 quả TMB. Tàu ngầm Type VIIC bố trí một hải pháo 8,8 cm SK C/35 cùng một pháo phòng không 2 cm (0,79 in) trên boong tàu. Thủy thủ đoàn bao gồm 4 sĩ quan và 40-56 thủy thủ.

### Chế tạo
U-260 được đặt hàng vào ngày 23 tháng 12, 1939, và được đặt lườn tại xưởng tàu của hãng Bremer-Vulkan-Vegesacker Werft ở Bremen vào ngày 7 tháng 5, 1941. Nó được hạ thủy vào ngày 9 tháng 2, 1942, và nhập biên chế cùng Hải quân Đức Quốc Xã vào ngày 14 tháng 3, 1942 dưới quyền chỉ huy của Hạm trưởng, Đại úy Hải quân Herbertus Purkhold.

## Lịch sử hoạt động

### 1942

#### Chuyến tuần tra thứ nhất
U-260 khởi hành từ cảng Kiel vào ngày 10 tháng 9, 1942 cho chuyến tuần tra đầu tiên trong chiến tranh. Nó tiến ra Bắc Hải, rồi băng qua khe GIUK giữa các quần đảo Shetland và Faroe để hoạt động tại khu vực Trung tâm Bắc Đại Tây Dương. Không đánh chìm được mục tiêu nào, nó kết thúc chuyến tuần tra và đi đến cảng Lorient bên bờ biển Đại Tây Dương của Pháp đã bị Đức chiếm đóng, đến nơi vào ngày 15 tháng 11.

#### Chuyến tuần tra thứ hai
Xuất phát từ Lorient vào ngày 14 tháng 12, 1942 cho chuyến tuần tra thứ hai, U-260 tiếp tục hoạt động tại khu vực Trung tâm Bắc Đại Tây Dương. Trong thành phần bầy sói Blitz, nó tham gia tấn công Đoàn tàu ON 154 vào ngày 28 tháng 12, và đã đánh chìm chiếc tàu buôn Anh Empire Wagtail 4.893 GRT ở vị trí khoảng 900 nmi (1.700 km) về phía Tây mũi Finisterre, Tây Ban Nha, tại tọa độ 43°17′B 27°22′T / 43,283°B 27,367°T; khiến toàn bộ 43 thành viên thủy thủ đoàn đều thiệt mạng. Empire Wagtail là mục tiêu duy nhất bị U-260 đánh chìm trong suốt chiến tranh. Mó kết thúc chuyến tuần tra và đi đến cảng St. Nazaire, cùng bên bờ Đại Tây Dương của Pháp vào ngày 3 tháng 2, 1943.

### 1943

#### Chuyến tuần tra thứ ba
U-260 khởi hành từ cảng St. Nazaire vào ngày 12 tháng 3, 1943 cho chuyến tuần tra thứ ba, và hoạt động tại khu vực giữa Bắc Đại Tây Dương. Nó kết thúc chuyến tuần tra tại St. Nazaire vào ngày 22 tháng 5.

#### Chuyến tuần tra thứ tư
U-260 thực hiện chuyến tuần tra tiếp theo từ ngày 25 tháng 8 đến 24 tháng 10, cùng xuất phát và kết thúc tại cảng St. Nazaire, Pháp. Chiếc tàu ngầm tiếp tục hoạt động tại khu vực Trung tâm Bắc Đại Tây Dương, nhưng vẫn không đánh chìm được mục tiêu nào.

### 1944

#### Chuyến tuần tra thứ năm
U-260 lại xuất phát từ cảng St. Nazaire vào ngày 18 tháng 12, 1943 cho chuyến tuần tra thứ năm, và hoạt động trong khu vực eo biển Đan Mạch giữa Iceland và Greenland. Nó quay về St. Nazaire vào ngày 27 tháng 2.

#### Chuyến tuần tra thứ sáu và thứ bảy
Trong bối cảnh lực lượng Đồng Minh bắt đầu đổ bộ lên Normandy, chuyến tuần tra thứ sáu của U-260 trong vịnh Biscay chỉ kéo dài 12 ngày, khi nó xuất phát từ St. Nazaire vào ngày 6 tháng 6, vào đúng ngày đổ bộ, và kết thúc tại cảng Lorient vào ngày 16 tháng 6.
Chiếc tàu ngầm lại có một chuyến tuần tra ngắn khác trong vịnh Biscay khi xuất phát từ Lorient vào ngày 7 tháng 8, và kết thúc tại cảng La Pallice, La Rochelle vào ngày 13 tháng 8.

#### Chuyến tuần tra thứ tám
Khi các cảng dọc bờ biển Đại Tây Dương của Pháp có nguy cơ bị phía Đồng Minh tái chiếm, U-260 rời La Pallice vào ngày 3 tháng 9 cho chuyến tuần tra thứ tám giữa Bắc Đại Tây Dương trước khi quay về vùng biển Na Uy, đi đến cảng Bergen, Na Uy vào ngày 17 tháng 10. Nó lại rời Bergen vào ngày 19 tháng 10 để quay về Đức, đi đến Flensburg vào ngày 25 tháng 10.

### 1945

#### Chuyến tuần tra thứ chín - Bị mất
Sau khi chuyển căn cứ hoạt động từ Kiel đến Horten, Na Uy vào giữa tháng 2, 1945, U-260 khởi hành từ cảng này vào ngày 18 tháng 2 cho chuyến tuần tra thứ chín để hoạt động tại khu vực quần đảo Anh. Vào ngày 12 tháng 3, tại khu vực biển Celtic, nó va phải thủy lôi được thả bởi tàu rải mìn HMS Apollo. Chiếc tàu ngầm chịu hư hại đến mức thủy thủ đoàn phải bỏ tàu và tự đắnh đắm tại tọa độ 51°15′B 09°05′T / 51,25°B 9,083°T; xác tàu nằm ở độ sâu 80 m (260 ft). Toàn bộ 48 thành viên thủy thủ đoàn của U-260 đều sống sót và bị giữ tại Ireland (trung lập).

### "Bầy sói" tham gia
U-260 từng tham gia 16 bầy sói:
- Blitz (22 – 26 tháng 9, 1942)
- Tiger (26 – 30 tháng 9, 1942)
- Luchs (1 – 6 tháng 10, 1942)
- Panther (6 – 11 tháng 10, 1942)
- Südwärts (24 – 26 tháng 10, 1942)
- Spitz (22 – 31 tháng 12, 1942)
- Seeteufel (21 – 30 tháng 3, 1943)
- Löwenherz (1 – 10 tháng 4, 1943)
- Lerche (10 – 15 tháng 4, 1943)
- Specht (21 tháng 4 – 4 tháng 5, 1943)
- Fink (4 – 6 tháng 5, 1943)
- Leuthen (15 – 24 tháng 9, 1943)
- Rossbach (24 tháng 9 – 7 tháng 10, 1943)
- Rügen 6 (28 tháng 12, 1943 – 2 tháng 1, 1944)
- Rügen 5 (2 – 7 tháng 1, 1944)
- Rügen (7 – 11 tháng 1, 1944)

### Tóm tắt chiến công
U-260 đã đánh chìm được một tàu buôn tải trọng 4.893 GRT:
| Ngày              | Tên tàu        | Quốc tịch      | Tải trọng | Số phận      |
| ----------------- | -------------- | -------------- | --------- | ------------ |
| 28 tháng 12, 1942 | Empire Wagtail | United Kingdom | 4.893     | Bị đánh chìm |